# 마취통증의학과

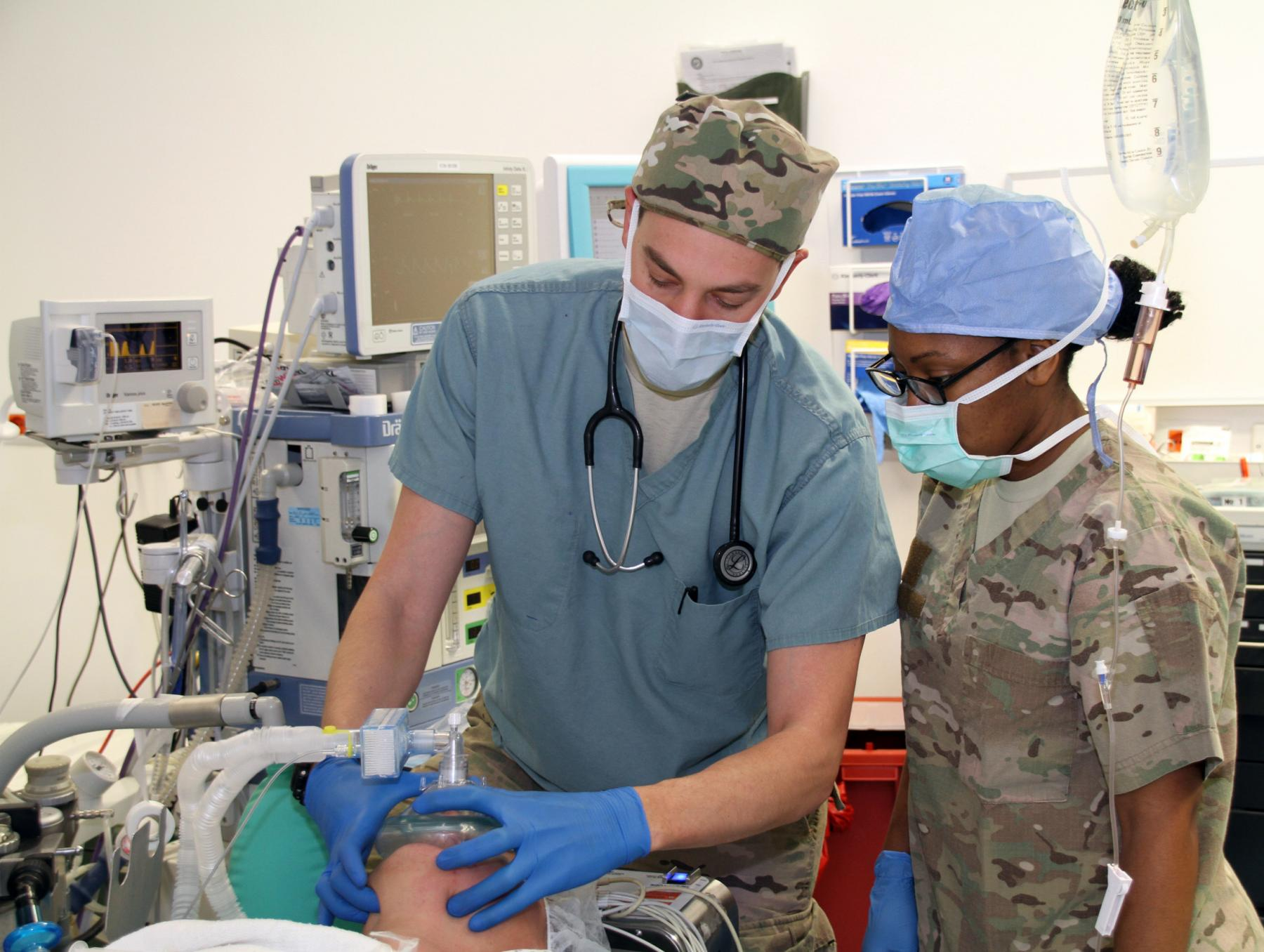

마취통증의학과(anesthesiology and pain medicine)는 수술에 대한 전신 마취, 부위 마취, 진정 시행, 수술 외 처치, 중환자  의학에 필요한 진정이나 마취 및 환자를 보고 연구하는 학과이다. 대한민국에서는 마취통증의학과라고 의료법에 명시되어 있다. 하지만 영어로는 마취통증, 중환자의학과(Department of Anesthesiology and critical care medicine, pain management)로 명명한다. 의학의 한 분과로, 수술 행위 그 자체를 제외한 환자의 수술 전, 수술 중, 수술 후의 관리에 대한 학문이다. 이는 전신 및 국소마취, 집중치료, 통증관리, 긴급약물투여와 같은 것들을 포함한다.

## 용어
세계 여러 나라에서 이 분야와 종사자를 나타내기 위한 다양한 이름들이 쓰이고 있다. 북미와 중국에서는 마취에 대한 의학적 연구와 적용을 Anesthesiology라고 부르며, 그러한 전문성을 가진 의사는 Anesthesiologist라고 칭한다. 위의 나라에서 Anesthetist는 anesthesiologist assistants나 nurse anesthetists와 같이 의사가 아닌, 마취에 대한 전문성을 갖고 이를 시행하는 사람을 말한다. 영국, 오스트레일리아, 뉴질랜드, 남아프리카공화국과 같이 영연방(Commonwealth of Nations)의 과거의 구성원이었던, 혹은 현재 구성원인 국가들은 마취와 관련된 의학분과를 Anaesthesia 혹은 Anaesthetics라고 부른다(북미와 중국에서 쓰는 단어에 “a”가 추가된다.). 일반적으로, 이러한 국가에서는 전반적인 의학 분과와 사용되는 약물과 술기, 그리고 감각의 상실과 같이 야기되는 상태에 대한 용례는 같을 것으로 생각된다. 북미 혹은 중국과는 달리, Anesthetist는 오직 그 분과에 종사하는 의사만을 가리키며, 의사 이외의 종사자들은 physician assistant와 같은 다른 이름으로 불린다. 예외적으로, 어떤 국가에서는 이전에는 Anaesthesia 혹은 Anaesthetist와 같은 용어를 썼지만 현재는 Anaesthesiology 혹은 Anaesthesiologist로 바뀌었거나 바뀌고 있는데, 아일랜드와 홍콩이 그 예이다. 전세계 대부분의 국가에서는 영국식 표현이라 할 수 있는 Anaesthesiology가 가장 보편적으로 사용되며, 종사하는 의사는 Anaesthesiologist로 표현하는 것이 일반적이다. 이러한 표기는 World Federation of Societies of Anaesthesiologists와 European Society of Anaesthesiology에서 받아들여져 널리 퍼진 것으로, 의학 논문에서 사용되는 가장 보편적인 표현이다.

## 범위
전문적으로, 마취통증의학의 핵심 요소는 마취의 실제적인 실행이다. 이는 환자의 감각 상실을 위해 주사제 혹은 흡입제의 형태로 다양한 약물을 주입하는 것으로 구성되는데, 이러한 과정을 통해 마취를 하지 않았을 경우에는 참을 수 없는 고통을 유발하거나 기술적으로 불가능한 술기를 가능하게 한다. 안전한 마취는 각종 장기의 기능을 유지하는 데에 필요한 침습적 혹은 비침습적 술기에 대한 심도있는 지식을 요구하는데, 이는 마취상태에 놓인 환자의 생명 기능을 통제 및 보조하기 위함이다. 여기에는 기도폐쇄 방지(Airway management), 침습적 혹은 비 침습적 혈류역동관리(Hemodynamic monitors), 그리고 초음파검사(Ultrasonography) 및 심장 내 심전도검사(Endocardiography)와 같은 진단적 기법 등이 동원된다. 마취과 의사는 특히 수술과정에 영향을 주는 요인에 초점을 맞추어, 모든 연령대의 환자에 대한 모든 분야의 약물과 수술과 관련된 전반적인 지식 뿐만 아니라, 인체생리학과 생물리학, 약리학에 대한 전문적인 지식을 갖추는 것이 요구된다. 이전에는 마취과 의사의 역할은 수술과정에서의 마취를 총괄하는 것에 초점을 맞추는 것으로 한정되었다. 하지만 지난 수십년 동안 그들의 역할은 수술의 안전성을 높이기 위해 수술 전에 고위험환자군을 식별하고 그들의 상태를 최적화하는 것, 수술 중에 현재 발생할 수 있는 위험상황을 지속적으로 예측하고 의미를 파악하여 대비하는 것(Situational awareness), 그리고 수술 후에 환자의 상태를 호전시키고 회복을 돕는 것으로 확장되었다. 이러한 과정은 “Perioperative medicine”으로 명명되었다.
중환자 의학의 개념은 1950~1960년대에 처음 등장했다. 마취과 의사들은 전통적으로 수술 과정에서만 사용되던 장기의 기능을 보조하는 기술(예를 들어, Positive pressure ventilation 등)을 장기의 기능이 손상된 환자들에게도 적용하였다. 이는 환자의 장기가 정상적으로 기능할 때까지 기능을 보조해주어 회복을 도울 수 있는 것이었다. 최초의 중환자실은 1953년 코펜하겐에서 Bjørn Aage Ibsen에 의해 개설되었는데, 이는 장기간의 인공적인 호흡보조를 필요로 하는 소아마비 환자들을 치료하기 위함이었다. 많은 국가에서 중환자의학은 마취통증의학의 하위 분과로 간주되며, 마취과 의사들은 종종 수술실과 중환자실을 순환하며 업무를 수행한다. 이는 환자가 수술을 받은 후 ICU(Intensive Care Unit, 중환자실)에 입원할 경우에 치료의 연속성을 보장받을 수 있게 하며, 또한 이는 마취과 의사가 통제된 환경인 수술실에서의 침습적 술기와 생명 기능 보조에서 뿐만 아니라 더 위험하고 통제되지 않은 환경인 중환자실에서의 환자 관리에서도 전문성을 발휘할 수 있음을 의미한다. 다른 국가들에서는 중환자의학은 다양한 분야 -마취통증의학과, 응급의학과, 일반내과, 일반외과, 신경과- 등에 기반을 두고 그 자체로 하나의 분과로 독립하기도 하였다.
마취과 의사는 주요 외상과 심폐소생, 기도폐쇄 방지, 그리고 생명에 위협을 겪고 있는 수술실 밖의 환자들의 관리, 수술실 혹은 중환자실로부터 온 환자들에 대한 치료의 연속성을 제공하는 것들에 대해 중요한 역할을 한다. 마취통증의학의 이러한 분과는 통합적으로 응급의학으로 불리며, 또한 의료기관으로의 수송 혹은 의료기관 간의 안전한 전원에도 관여한다. 마취과 의사는 일반적으로 심정지팀과 신속대응팀을 이루는데, 환자의 심정지 상황 혹은 급격히 증세가 악화되는 상황에 호출되는 경력있는 의사들로 구성된다. 국제적으로 응급의학에 대한 여러 모델이 존재하는데, 앵글로-아메리칸 모델에서는 환자는 즉각적인 치료를 위해 의사가 아닌 사람에 의해 응급의학과와 같은 부서로 빠르게 이송된다. 반대로, 프랑코-게르만 접근은 의사가(일반적으로 마취과 의사)가 환자에게로 가서 증세의 안정을 위한 치료를 제공한다. 이후 환자는 어떤 부서로 가야할 지 분류된 후 이송된다.
수술 직후의 환자에 대한 적절한 고통 완화의 측면에서 마취과 의사의 역할은 자신의 권한에 따라 진통제를 처방하는 것으로 발전되었다. 이 분야는 출산 시 통증관리를 포함한 모든 형태의 통각을 차단하기 위한 기술적인 수단이 동원되는데, 예로는 경피전기신경자극(Transcutaneous electrical nerve stimulation) 혹은 이식척수자극기(Implanted spinal cord stimulators), 특화된 약리요법(Specialized pharmacological regimens) 등이 있다.

## 역사
과거 100년이 넘는 기간 동안, 마취를 위한 연구와 실제적인 투여기법은 더욱 복잡해졌다. 역사적으로 마취 시행자는 수술 중 전신적인 마취(general anesthesia), 즉 약리 혼수상태에 빠진 사람을 관리하기 위한 역할만을 해왔다. 이는 수술을 받는 사람이 수술 중의 고통에 반응하거나 수술을 기억하는 경우 없이 수술을 행하기 위함이었다.

## 조사
마취과 의사를 포함한 실무자는 마취통증의학의 효과적인 적용을 위하여 다음과 같은 몇 가지 지식이 필요하다.
- 마취와 관련된 여러 약물들(e.g., ondansetron, glycopyrrolate 등)과 더불어 흡입성 마취제, 국소 마취제, 혈압강하제를 포함한 일반적으로 사용되는 약물에 대한 지식
- 심전도(electrocardiography)와 뇌파도(electroencephalography), 근전도(electromyography), 엔트로피 감시(entropy monitoring), 신경근 감시(neuromuscular monitoring), 겉질자극지도화(cortical stimulation mapping), 신경형태도(neuromorphology)에 대한 지식
- 기계적 호흡(mechanical ventilation)에 대한 지식
- 신경차단을 목적으로 하는 신경계에 대한 해부학적 지식
- 환자에 대해 정보를 제공하고 동의를 얻기 위한, 마취의 위험성 평가를 목적으로 하는 순환기(Cardiology and Pulmonology), 산과학(Obstetrics) 등 다른 의학분과에 대한 지식과 특정 연령집단(신생아, 소아, 노인 등)에 마취가 미치는 영향에 대한 지식

## 치료
많은 절차 혹은 진단적 테스트는 전신 마취(general anesthesia)를 필요로 하지 않으며, 다양한 형태의 진정제 혹은 국소마취를 통해 수행할 수 있다. 국소마취는 통각을 차단하는 약물을 신체의 특정 지점에 주입하는 것인데, 예를 들어 요추천자 혹은 엉치뼈천자를 통해 수행되는 경막외마취(epidural administration)는 산모의 출산과정에서 출산의 고통을 줄이기 위해 일반적으로 사용되며, 이 과정에서 산모는 의식을 잃지 않고 능동적으로 출산에 참여할 수 있게 된다. 미국에서는 마취과 의사는 통증의학(pain medicine)으로 불리는 비수술적 통증관리를 수행할 수 있으며, 또한 중환자실에서의 치료를 제공할 수 있다.

## 마취통증의학과를 바탕으로 한 작품
- 의사요한